# Élisa (chanson)
Pour les articles homonymes, voir Élisa.
Pistes de Jane Birkin - Serge Gainsbourg
Jane B. Le Canari est sur le balcon
Élisa est une chanson de Serge Gainsbourg (co-écrite avec Michel Colombier) de 1969 dont il existe deux versions aux textes très différents : une version pour des revues de Zizi Jeanmaire et une version qui apparaît comme la huitième chanson de l'album Jane Birkin - Serge Gainsbourg.
Dans la version pour Zizi Jeanmaire, des soldats qui partent pour la guerre se souviendront d'Élisa : « Tu seras notre infirmière / Notre fille à soldats ». Il en existe une version filmée avec Serge Gainsbourg, Zizi Jeanmaire et un chœur d'hommes.
Dans la version du disque avec Jane Birkin, Serge Gainsbourg y chante son amour pour une femme plus jeune que lui : « Tes vingt ans, mes quarante » (en 1969, Serge Gainsbourg a 41 ans et Jane Birkin 23 ans).
Âgé de 19 ans, Serge Gainsbourg tombe sous le charme d'Élisabeth Levitsky, une apprentie peintre à Montmartre comme lui et qui devint sa première épouse. La chanson narre la passion amoureuse de Gainsbourg et de sa jeune épouse, dont Élisa est le diminutif de son prénom.

## Divers
- Film L'Horizon (Jacques Rouffio 1967) : version instrumentale. Scène du lit avec Élisa (Macha Méril) et Antonin (Jacques Perrin)
- Version pour Zizi Jeanmaire
  - 1972 : Zizi Jeanmaire dans Zizi je t'aime au Casino de Paris.
  - 1995 : CD Zizi au Zénith, paroles et musiques de Serge Gainsbourg.

- Version du disque avec Jane Birkin
  - 1969 : Serge Gainsbourg dans le disque Jane Birkin - Serge Gainsbourg, Mercury ; réédition en CD, 2001.
  - 1995 : La chanson est entendue dans le film Élisa de Jean Becker.
  - 2002 : Arno (avec Jane Birkin) sur l'album Arno Charles Ernest, CD Delabel.
  - 2010 : Lana Ettinger et Tamar Einsenman interprètent une version bilingue français-hébreu pour l'ouverture de la semaine de la francophonie en Israël.
  - 2011 : Grégoire et Patrick Fiori, lors de l'émission Gainsbourg déjà 20 ans diffusée sur France 2.
  - 2013 : Jacques Higelin sur le plateau de Taratata diffusé sur France 2.

## Classement hebdomadaire
| Classement (1995) | Meilleur place |
| ----------------- | -------------- |
| France (SNEP)     | 36             |

## Récompenses
- 1996 : César de la meilleure musique décerné à titre posthume pour le film Élisa de Jean Becker.